# Peterborough Petes
Peterborough Petes – juniorska drużyna hokejowa grająca w OHL w dywizji wschodniej, konferencji wschodniej. Drużyna ma swoją siedzibę w Peterborough w Kanadzie.
- Rok założenia: 1956–1957
- Barwy: brązowo-białe
- Trener: Vince Malette
- Manager: Jeff Twohey
- Hala: Peterborough Memorial Centre

## Osiągnięcia
- J. Ross Robertson Cup: 1959, 1972, 1978, 1979, 1980, 1989, 1993, 1996, 2006
- Memorial Cup: 1979
- Bobby Orr Trophy: 2006
- Hamilton Spectator Trophy: 1966, 1971, 1979, 1980, 1986, 1992, 1993
- Leyden Trophy: 1979, 1980, 1985, 1986, 1988, 1989, 1992, 1993, 2005, 2006, 2017